# 윈도우 사진 갤러리
윈도우 사진 갤러리(Windows Photo Gallery, 이전 이름: 윈도우 라이브 사진 갤러리)는 마이크로소프트의 윈도우 라이브의 일부로 공개된 사진 관리, 공유 응용 프로그램이다. 윈도우 비스타에서 제공하는 윈도우 사진 갤러리의 업그레이드된 버전이다. 윈도우 사진 갤러리는 윈도우 XP도 지원하며, 알맞은 WIC 코덱이 설치되어 있다면 윈도우 XP에서, HD 포토를 포함하여 WIC가 지원하는 그림 포맷을 볼 수 있는 기능이 제공된다.
이 응용 프로그램은 윈도우 라이브 2.0 제품군의 일부인 윈도우 라이브 인스톨러를 통해 내려 받을 수 있다.

## 기능
- 개선된 사진/영상 가져오기 도구는 여러 개의 사진에 태그를 자동으로 넣거나 사진을 보거나 선택하는 기능을 제공한다.[1]
- 그림자나 하이라이트를 조절하거나 사진의 날카로운 정도를 수정하기 위해, 사진의 색 히스토그램을 보는 기능을 제공한다.[2]
- 마이크로소프트 리서치가 개발한 기술인 연속 촬영을 제공한다.[3]
- 사진 크기 조절, 영상 회전을 일괄 처리할 수 있다.[4]
- 퀵타임 7이 설치되어 있으면, 퀵타임 영상을 표시할 수 있다.

윈도우 사진 갤러리의 업그레이드된 버전임에도 불구하고, 윈도우 비스타 기술을 사용하는 일부 기능은 윈도우 XP에서 사용할 수 없다.

## 참조
1. ↑  “Windows Live Photo & Video Blog : Changes to Photo/Video Import in the Live Photo Gallery Beta”. 2007년 12월 26일에 원본 문서에서 보존된 문서. 2007년 12월 28일에 확인함.
2. ↑  “Announcing Windows Live Photo Gallery - Windows Experience Blog - The Windows Blog”. 2007년 6월 29일에 원본 문서에서 보존된 문서. 2007년 6월 27일에 확인함.
3. ↑  “Windows Live Photo & Video Blog : Creating Panoramic Stitches with the Windows Live Photo Gallery”. 2008년 1월 11일에 원본 문서에서 보존된 문서. 2007년 12월 28일에 확인함.
4. ↑  “Windows Live Photo & Video Blog : Resizing Photos in Windows Live Photo Gallery”. 2008년 1월 2일에 원본 문서에서 보존된 문서. 2007년 12월 28일에 확인함.

## 같이 보기
- 윈도우 라이브